# Гляденцево
 Гляденцево — деревня в Ивановском районе Ивановской области. Входит в состав Тимошихского сельского поселения.

## География
Находится в центральной части Ивановской области на расстоянии приблизительно 25 км на восток по прямой от вокзала станции Иваново.

## История
В 1859 году здесь (тогда деревня Шуйского уезда Владимирской губернии) было учтено 8 дворов.

## Население
Постоянное население составляло 36 человек (1859 год), 2 в 2002 году (русские 100 %), 1 в 2010.